# Philippine de Rothschild
Pour les articles homonymes, voir Rothschild.
Philippine de Rothschild est une actrice française, devenue une personnalité française du monde du vin, née le 22 novembre 1933 à Boulogne-Billancourt et morte le 22 août 2014 dans le 14e arrondissement de Paris,.
Elle est d'abord connue comme comédienne sous le nom de scène de Philippine Pascale, principalement au théâtre (Comédie-Française), mais également de manière plus marginale au cinéma et à la télévision.
Elle est propriétaire avec ses enfants de Château Mouton Rothschild, premier grand cru classé, et actionnaire majoritaire de la société « Baron Philippe de Rothschild S.A. ».
Elle est la sixième génération de la « branche anglaise » de la dynastie de financiers.
En 2014, la fortune de Philippine de Rothschild et de sa famille est, selon le magazine Challenges, de 750 millions € et se classe 80e fortune de France.

## Biographie

### Origines familiales et jeunesse
Philippine Mathilde Camille de Rothschild est la fille du baron Philippe de Rothschild (1902-1988) et d'Élisabeth Pelletier de Chambure (1902-1945), morte en déportation à Ravensbrück. Au moment de sa naissance, la mère de Philippine, une aristocrate catholique française, n'est pas mariée à son père, Philippe de Rothschild, mais au baron Marc de Becker-Rémy, un aristocrate belge. Après une bataille juridique et les menaces du baron de Becker-Rémy d'enlever Philippine à sa mère, le couple divorce en 1934. Peu après, la mère et le père de Philippine se marient à Paris.
En 1938, la baronne met au monde un garçon, Charles-Henri, qui meurt peu après sa naissance. L'année suivante, en raison, selon certains, de la mort de l'enfant, le couple se sépare. Philippine reste avec sa mère.
En 1942, le baron Philippe rejoint le général de Gaulle à Londres. Le 22 juin 1944, alors que Paris est encore sous la botte allemande, deux officiers se rendent au domicile d'Élisabeth pour l'arrêter. Ils n'emmènent cependant pas Philippine, âgée alors de 11 ans, semble-t-il parce qu'elle ressemble à la fille de l'un des deux officiers ou, selon une autre version, parce qu'elle s'était cachée dans la cave. La mère de Philippine, Élisabeth, est déportée à Ravensbrück. Son convoi quitte la France en juillet 1944 dans le dernier train de déportés : elle est le seul membre de la famille Rothschild à disparaître dans les camps de la mort nazis.

### Carrière artistique
Passionnée de théâtre, Philippine passe trois fois le concours d'entrée au Conservatoire national d'art dramatique avant de parvenir à y être admise. S'ensuit une carrière d'actrice de théâtre, sous le nom de scène de Philippine Pascale, commencée en 1958 à la Comédie-Française où elle reste pensionnaire cinq ans, et dont le point d'orgue est assurément, en 1973, son interprétation du rôle de Mme Chasen dans la pièce Harold et Maude, de Colin Higgins, adaptation française due à Jean-Claude Carrière : elle est aux côtés de Madeleine Renaud durant six ans, dans la mise en scène de Jean-Louis Barrault (reprise pour une adaptation télévisée en 1978). Elle est d'ailleurs membre de la compagnie Renaud-Barrault de 1973 à 1987.

### Reprise de la société familiale Château Mouton Rothschild
Dans les années 1980, à la demande de son père, Philippine commence à se consacrer aux affaires familiales. Aussi organise-t-elle en 1981 une exposition des œuvres peintes à partir de 1945 par divers artistes pour les étiquettes de Château Mouton Rothschild. En 1988, à la mort de son père, elle abandonne sa carrière théâtrale pour reprendre les rênes de Château Mouton Rothschild et de la société vinicole de Pauillac dans le Médoc, société dans sa famille depuis 1853. Elle obtient des résultats enviables puisque le chiffre d'affaires est multiplié par 2,5 entre 1988 et 2014, atteignant 188 millions d'euros. Elle modernise également la société et poursuit la tradition paternelle de faire dessiner les étiquettes des bouteilles par des artistes célèbres. Sa holding comprend Château Mouton Rothschild, Château d'Armailhac, Château Clerc Milon, Domaine de Lambert, Baron Arques, Baron Philippe de Rothschild, Mouton Cadet, Opus One en Californie et Viña Almaviva au Chili.

### Mariages et descendance
Dans cette activité viticole, Philippine s'entoure de diverses personnes compétentes et, au fil des années, délègue de nombreuses responsabilités à ses deux fils, Philippe Sereys de Rothschild (né en 1963) issu de son premier mariage (de 1961 à 1999) avec le comédien et metteur en scène de la Comédie-Française Jacques Sereys — dont elle a également eu une fille, Camille (née en 1961) —, et Julien de Beaumarchais de Rothschild (né en 1971) issu de sa seconde union avec l'universitaire et écrivain Jean-Pierre de Beaumarchais, qu'elle épouse après son divorce d'avec Jacques Sereys.

### Mort
Habitant le passage de la Visitation (Paris 7e), elle meurt le 23 août 2014 dans le 14e arrondissement de Paris d'une infection pulmonaire.

## Théâtre[8]
- 1958 : Les Trente Millions de Gladiator de Philippe Gille et Eugène Labiche, mise en scène Jean Meyer, Comédie-Française : Blanquette
- 1959 : L'Impromptu de Versailles de Molière, mise en scène Jean Meyer, Comédie-Française : Mlle Hervé
- 1959 : Les Femmes savantes de Molière, mise en scène Jean Meyer, Comédie-Française : Martine
- 1960 : Le Dindon de Georges Feydeau, mise en scène Jean Meyer, Comédie-Française : Clotilde Pontagnac
- 1961 : Le Legs de Marivaux, mise en scène Jacques Sereys, Comédie-Française : Lisette
- 1961 : Le Légataire universel de Jean-François Regnard, mise en scène Pierre Dux, Comédie-Française : Lisette
- 1961 : Port-Royal d'Henry de Montherlant, mise en scène Jean Meyer, Comédie-Française : Sœur Louise
- 1962 : La Troupe du Roy d'après Molière, La Grange et Nicolas Boileau, mise en scène Paul-Émile Deiber, Comédie-Française : Mlle Hervé
- 1962 : Le Menteur de Pierre Corneille, mise en scène Jacques Charon, Comédie-Française : Sabine
- 1962 : Le Malade imaginaire de Molière, mise en scène Robert Manuel, Comédie-Française : Toinette
- 1963 : Un fil à la patte de Georges Feydeau, mise en scène de Jacques Charon, Comédie-Française : Marceline
- 1965 : Madame Princesse de Félicien Marceau, mise en scène de l'auteur, théâtre du Gymnase : Piccolette
- 1966 : Les Bourgeois à la mode de Florent Carton dit Dancourt, mise en scène Jean-Laurent Cochet, théâtre de la Madeleine : Araminte
- 1966 : On ne saurait penser à tout d'Alfred de Musset, mise en scène Jean-Laurent Cochet, théâtre de la Madeleine : la comtesse de Vernon
- 1967 : Décibel de Julien Vartet, mise en scène Pierre Dux, théâtre de la Madeleine : Mathilde Boutreux
- 1968 : Désiré, de Sacha Guitry, mise en scène Pierre Dux, théâtre du Gymnase : Henriette Corniche
- 1973 : Harold et Maude de Colin Higgins, adaptation Jean-Claude Carrière, mise en scène Jean-Louis Barrault, théâtre Récamier : Mme Chasen
- 1979 : À nous de jouer de Félicien Marceau, mise en scène Andréas Voutsinás, théâtre Hébertot
- 1980 : Harold et Maude de Colin Higgins, adaptation Jean-Claude Carrière, mise en scène Jean-Louis Barrault, théâtre d'Orsay

## Filmographie

### Cinéma
- 1966 : Les Sultans de Jean Delannoy
- 1968 : La Chamade d'Alain Cavalier :Claire
- 1970 : La Peau de Torpédo de Jean Delannoy : la femme policier
- 1984 : Un amour de Swann de Volker Schlöndorff : Mme Gallardon
- 1987 : Maladie d'amour de Jacques Deray

### Télévision
- 1966 : Adieux de Tabarin de Marcel Achard : Monica
- 1973 : La Reine blanche (Au théâtre ce soir) : Mme Raimondi
- 1973 : Le Bonheur des autres (Au théâtre ce soir) : Kundji
- 1974 : Histoires insolites, épisode Monsieur Bébé : Mme Rosay
- 1978 : Harold and Maude de Jean-Paul Carrère : Mme Chasen
- 1982 : Toutes griffes dehors (mini-série)
- 1984 : Emmenez-moi au théâtre, épisode Le Préféré : Monica

## Distinctions

### Décorations
- Officier de la Légion d'honneur (en 2007)
- Chevalier de la Légion d'honneur (en 1997)
- Officier de l'ordre des Arts et des Lettres